# Laurent Ziliani
Laurent Ziliani est un compositeur de musique de film, télévision et jeux vidéo français, ayant notamment collaboré à la bande originale de Resident Evil 6.

## Biographie
Né à Cannes, il étudie aux Arts et Métiers Paris Tech à Aix-en-Provence et au Berklee College of Music de Boston. Son diplôme en poche, il s'installe à Los Angeles où il fonde la société de production musicale Pear Up Media avec Thomas Parisch en 2008, et travaille en tant qu'orchestrateur et assistant des compositeurs John Frizzell puis Christopher Young. En 2011 il compose avec Parisch plus de 100 minutes de musique pour le jeu vidéo Resident Evil 6 ; ils inaugurent leur filmographie américaine avec la musique de Suing the Devil. Cette année-là ils créent la partition de la minisérie de TF1 Doc Martin.
En 2012, ils sortent un album chez Universal intitulé Global Minimalism et en 2013 mettent en musique la série Petits secrets entre voisins.